# キリル・パンチェンコ
キリル・ヴィクトロヴィチ・パンチェンコ（ロシア語: Кирилл Викторович Панченко, ラテン文字表記: Kirill Viktorovich Panchenko, 1989年10月16日- ）は、ロシア・リペツク出身の元サッカー選手。元ロシア代表。現役時代のポジションはFW。

## 経歴
1989年、サッカー選手であったヴィクトル・パンチェンコの元で生を享けた。後に父親はロシア・プレミアリーグで得点王を獲得した。幼少の頃は父のトレーニングを間近で見ていた事から影響を受けた。最初はサッカーが好きと言うだけでプレーしていたが、スポーツ・スクールに入りキャリアを考え始め、父親と同じ様にサッカーの道へ進み、PFC CSKAモスクワやFCロコモティフ・モスクワのアカデミーでサッカーを習った。

### クラブ
2008年、セカンドディビジョン(3部に相当)のFCディナモ・スタヴポリでサッカー選手としてのキャリアを始めた。2009年にはFCニジニ・ノヴゴロドとFCスタヴポリェ-2009に籍を置く。スタヴポリェ-2009では危機意識を持ち懸命にプレーをして14試合で8得点を挙げる活躍をした。2010年1月下旬にファーストディビジョン(2部に相当)のFCモルドヴィア・サランスクに移籍した。2011/12シーズンは単独5位となる15ゴールを挙げクラブの昇格に貢献した。
2012年7月20日、ホームのスタルト・スタジアムで開催されたロシア・プレミアリーグ2012/13シーズン開幕戦のFCロコモティフ・モスクワとの試合でプレミアデビューを果たし、前半の16分にはプレミア初得点を挙げた。試合は2-3で敗れたが、試合後にロコモティフを率いるスラベン・ビリッチから「ファンタスティックなゴールだった」と賛美された。
2012-13シーズンの冬期中断期間にPFC CSKAモスクワの練習に参加したが、移籍は実現しなかった。2013年6月25日、FCトム・トムスクに移籍した。
2014年7月、PFC CSKAモスクワに移籍した。2016-17シーズンは、FNLに降格したFCディナモ・モスクワにシーズンローンで加入することが決定した。2017年2月23日に買取オプションが行使され、完全移籍となった。
2020年8月6日、FKタンボフに移籍した。
2020年10月11日、FCアルセナル・トゥーラに移籍した。

## タイトル
モルドヴィア
- ロシア・ナショナル・フットボールリーグ : 2011-12

CSKAモスクワ
- ロシア・スーパーカップ : 2014
- ロシア・プレミアリーグ : 2015-16

ディナモ・モスクワ
- ロシア・ナショナル・フットボールリーグ : 2016-17